# Les Irois
Les Irois este o comună din arondismentul Anse d'Hainault, departamentul Grand'Anse, Haiti, cu o suprafață de 130,33 km2 și o populație de 21.257 locuitori (2009).